# ピーター・ラックス
ピーター・デイヴィッド・ラックス（英語: Peter David Lax、1926年5月1日 -  2025年5月16日）は、純粋数学、応用数学を研究する数学者で、その研究範囲は可積分系、流体力学、衝撃波、ソリトン、計算科学、数値解析、関数解析学などに及ぶ。

## 概要
1958年に発表した論文で、ラックスは40年間未解決だった三次元双曲線多項式の行列表現を予測した。2003年に完全に証明されるまで、彼の予測は様々な分野でその重要性が認識されてきた。
ラックスはハンガリーのブダペストに生まれ、1941年に両親とともにニューヨークに移ってきた。ニューヨーク大学に入学し、1943年にはマンハッタン計画に参加した。同大で1947年に学士号を、1949年に博士号を取得した。また1948年には数学者のAnneli Cahnと結婚した。その後ラックスはニューヨーク大学の数学科に職を得た。
彼は全米科学アカデミーの会員で、1993年に北京大学から、2012年にテュレーン大学から、名誉博士号が授与された。　
2025年5月16日、マンハッタンの自宅で心臓のアミロイドーシスにより死去。99歳没。

## 受賞歴
- 1974年 ショーヴネ賞
- 1975年 ノーバート・ウィーナー応用数学賞
- 1986年 アメリカ国家科学賞
- 1992年 スティール賞
- 1987年 ウルフ賞数学部門
- 2005年 アーベル賞
- 2013年 ロモノーソフ金メダル